# Zygmunt Solorz-Żak

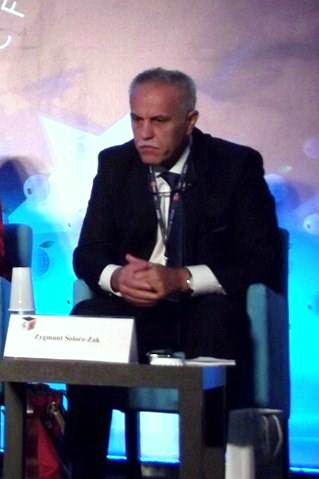
Zygmunt Solorz-Żak auf dem Podium beim 23. Economic Forum in Krynica-Zdrój (2013)

Zygmunt Józef Solorz-Żak (* 4. August 1956 in Radom) ist ein polnischer Unternehmer. Er wurde in Polen vor allem durch den Aufbau des privaten Fernsehsenders Polsat bekannt. Weltweit erregte die spektakuläre Übernahme eines Mobilfunkbetreibers im Jahr 2011 Aufmerksamkeit. Solorz-Żak wird seit Jahren zu den reichsten Polen gerechnet.

## Ausbildung und Name
Zygmunt Solorz-Żaks Geburtsname war Piotr Krok. Später nannte er sich auch Zygmunt Krok und Piotr Podgórski. Er durchlief eine Fachschulausbildung. Nach seiner Heirat mit Ilona Solorz nahm er den Nachnamen Solorz an. Nach der Scheidung von seiner ersten Frau heiratete er Małgorzata Żak und fügte deren Familiennamen dem seinen hinzu. Der Unternehmer hat drei Kinder und lebt in Warschau.

## Unternehmer
Nach einem längeren Aufenthalt in Deutschland (unter anderem arbeitete er in der Polnischen Katholischen Mission in München) und der Heirat mit Ilona Solorz, die er 1983 kennengelernt hatte, gründete er Mitte der 1980er Jahre die gemeinsame Firma Solorz Import-Export. Diese war im Handel von elektrischen Heizgeräten und dem Import von Fahrzeugen der Marken Trabant und Wartburg aus der DDR sowie von Dacias aus Rumänien tätig.

### Polsat
Im Jahr 1992 stieg Solorz-Żak in das Mediengeschäft Polens ein. Als erste private Fernsehstation Polens erhielt der von ihm gegründete Sender Polsat 1993 eine Lizenz für die terrestrische Verbreitung. Seit Mitte der 1990er Jahre gehört TV Polsat zu den größten polnischen Fernsehstationen. 1999 gründete er auch einen digitalen Fernsehsender – Cyfrowy Polsat. Im Jahr 2010 verschmolz der Unternehmer die beiden Sender. Die börsennotierte Cyfrowy Polsat übernahm Polsat TV für USD 1,3 Milliarden, wodurch Polens größtes Medienunternehmen entstand. Das Zustandekommen der Übernahmekonditionen wurde von Investoren kritisiert, da Solorz-Żak Mehrheitsgesellschafter in beiden Unternehmen war.

### Elektrim
Im Jahr 2004 übernahm der Unternehmer die Elektrim-Gruppe, ein hochverschuldetes Industriekonglomerat, das neben anderen Beteiligungen auch Gesellschafter des Mobilfunkbetreibers Polska Telefonia Cyfrowa (PTC) war. Der folgende Verkauf der Elektrim-Anteile an dem Mobilfunkbetreiber an die Firma Vivendi führte zu jahrelangen gerichtlichen Auseinandersetzungen zwischen den beiden Firmen und der ebenfalls an PTC beteiligten Deutschen Telekom. Aus der Abwicklung des bankrotten Unternehmens erhielt Solorz eine Kraftwerksgruppe sowie Baugrundstücke in Warschau, darunter den ehemaligen Hafen Praga, der seit dem Jahr 2012 Baugrundstück des Immobilienprojektes Port Praski ist.

### Polkomtel
Die im Jahr 2011 vollzogene Akquisition des zweitgrößten Mobilfunkanbieters Polens, Polkomtel (Marke: Plus), war die bis dahin größte Firmenübernahme des Landes.
Gegen Mitbieter wie die Private-Equity-Firma Apax und das norwegische Telekommunikationsunternehmen Telenor war Solorz-Żak mit einem Gebot von PLN 18,1 Milliarden (EUR 4,51 Milliarden) erfolgreich.
Bereits im Vorfeld hatte der Unternehmer mehrfach gefordert, dass wenigstens dieses Telekom-Unternehmen in polnischen Händen bleiben sollte. Verkäufer waren die polnischen Staatsunternehmen Weglokoks, KGHM, PKN Orlen und PGE sowie der britische Telekomkonzern Vodafone.
Vodafone, mit 24,4 Prozent der Anteile der wichtigste Verkäufer, erklärte nach Bekanntwerden des Vertragsabschlusses, es habe auf das Vetorecht verzichtet, um die Erlöse zur Abzahlung von Schulden zu verwenden.
Wegen des hohen Kaufpreises musste Solorz-Żak – anders als bei bisherigen Transaktionen – die Übernahme teilfinanzieren. Neben eigenem Kapital wird der Großteil von einem Bankenkonsortium unter Führung der französischen Credit Agricole CIB und der Deutschen Bank getragen. Weitere involvierte Banken sind die Royal Bank of Scotland, die PKO Bank Polski und die Société Générale.
Der Kauf des Mobilfunkunternehmens wird als strategisch geschickt bewertet. Die Verbindung eines Funktelefonnetzes mit den vorhandenen Strukturen des digitalen Fernsehsenders des Unternehmers stellt eine gute Basis dar, um sich im sich entwickelnden, lukrativen Markt der Komplettangebote einen hohen Marktanteil zu sichern.

### Weitere Aktivitäten und Vermögen
Solorz-Żak ist Mehrheitsaktionär beim Pensionsfonds PTE Polsat, der Lebensversicherungsgesellschaft Polisa sowie bei der Invest Bank. Aus dem Elektrim-Deal erhielt er Anteile an einem der größten Energieversorger Polens, der Zespół Elektrowni Pątnów-Adamów-Konin SA. Außerdem ist er am Insulinproduzenten Bioton, dem Telekomunternehmen Sferia und dem TV-Produzenten ATM Grupa beteiligt.
Seit dem 8. April 2009 ist Solorz-Żak auch Mehrheitsaktionär des Fußballvereins Śląsk Wrocław.
Der Unternehmer engagiert sich seit Jahren auch im sozialen Bereich. So wurde bereits im Jahr 1996 die Stiftung Fundacja Polsat gegründet, die im Laufe von 15 Jahren rund PLN 165.000.000 an Spendenmitteln aufgebracht und vor allem zur Erneuerung von Kliniken sowie Unterstützung bedürftiger Familien verteilt hat.
In Deutschland gehörte er im Jahr 2008 mit einer 100-Millionen-Euro-Spende für die Einrichtung eines neuen Forschungsinstituts für Schlaganfall- und Demenzforschung am Klinikum der Universität München zu den bedeutendsten Spendern des Jahres.
Das Vermögen des Unternehmers wurde vom US-amerikanischen Forbes Magazine im Jahr 2010 auf USD 2 Milliarden geschätzt. Damit gehört er zu den reichsten Polen und steht auf Platz 466 der reichsten Menschen der Welt.
Die polnische Zeitschrift Wprost schätzte das Vermögen Solorz-Żaks im Jahr 2011 sogar auf PLN 7,9 Milliarden, womit er der zweitreichste Pole des Jahres war.

## Zusammenarbeit mit dem polnischen Geheimdienst
Im Jahr 2006 wurde bekannt, dass Solorz-Żak in den Jahren 1983 bis 1985 beim polnischen Geheimdienst unter dem Pseudonym „Zeg“ als informeller Mitarbeiter geführt wurde.
Am 16. November 2006 gab er zu, mit der Abteilung I des Innenministeriums der damaligen Volksrepublik Polen eine Verpflichtung zur Zusammenarbeit geschlossen zu haben. In den 1980er Jahren war er im Besitz eines Konsularpasses.